# São Miguel do Gostoso
São Miguel do Gostoso är en kommun i Brasilien.   Den ligger i delstaten Rio Grande do Norte, i den östra delen av landet, 1 800 km nordost om huvudstaden Brasília. Antalet invånare är 8 659.
Omgivningarna runt São Miguel do Gostoso är huvudsakligen savann. Runt São Miguel do Gostoso är det ganska glesbefolkat, med 38 invånare per kvadratkilometer.